# VW Corrado
Der VW Corrado (Typ 53i) ist ein Sportcoupé der Marke Volkswagen, das von Herbst 1988 bis Mitte 1995 hergestellt wurde. Das Kraftfahrt-Bundesamt ordnet den Corrado in das Segment Mittelklasse ein.

## Modellgeschichte

### Allgemeines

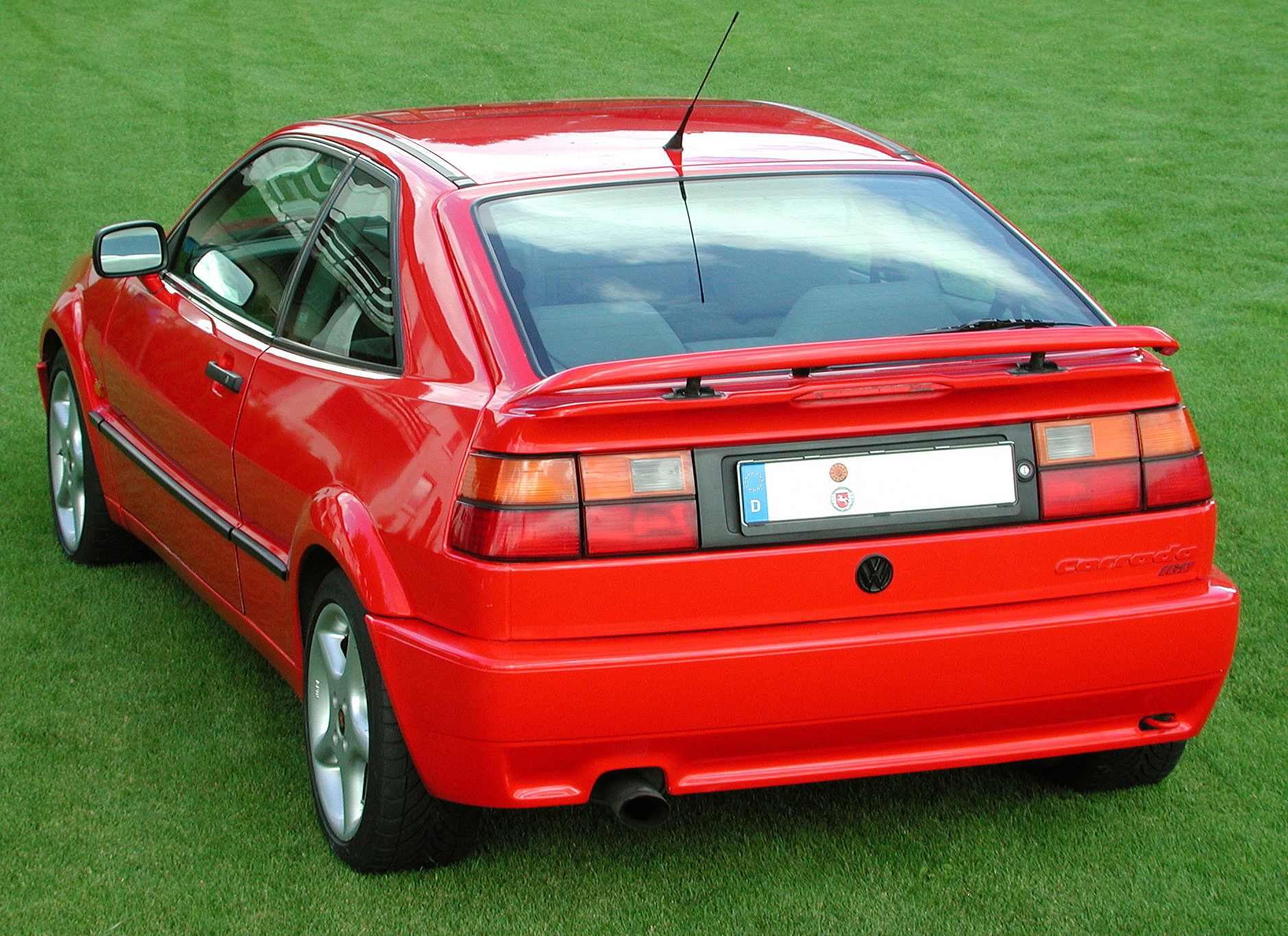
Heckansicht

Im Mai 1981 begann VW unter dem Entwicklungsauftrag (EA) 494 mit den Arbeiten an einem Nachfolgemodell für den gerade eingeführten Scirocco II. Die technische Basis für den als Nachfolger des Scirocco geplanten Wagen bildete der VW Golf II, während der Scirocco II noch auf dem Golf I basierte.
Der Scirocco III (später Corrado genannt) sollte als technologischer Imageträger 1986 beziehungsweise im Modelljahr 1987 zu einem günstigeren Preis als der aktuelle Scirocco II in Serie gehen. Allerdings geriet der Wagen zu teuer für die direkte Nachfolge. Außerdem war die Motorenauswahl nicht mit der der Scirocco-Palette zu vergleichen. Diese Quadratur des Kreises wurde im Dezember 1984 durch die Formel: „Scirocco 3 plus Scirocco 2 Weiterlauf“ aufgelöst. Der Scirocco III bzw. Corrado sollte als Technologieträger und als hochwertiges Sportcoupé am Markt positioniert werden.
Geplant war ferner, neben dem neuen Modell den Scirocco II mindestens bis 1988 weiter zu produzieren und auf Basis der Polo-Plattform einen Nachfolger für das preisgünstige Sportcoupé zu finden. Da sich jedoch kein günstiges Coupé unterhalb des Corrado zur Marktreife entwickeln ließ, blieb der Scirocco vier Jahre länger als vorgesehen im Angebot. Mit der Höherpositionierung des Corrado zum Sportwagen und nach den bis September 1991 rückläufigen Absatzzahlen des Scirocco II wurde dessen Produktion im September 1992 eingestellt.
Ab März 1986 wurde der EA 494 in der Tradition der Namen von Winden bei VW (Passat, Scirocco usw.) unter dem Projektnamen „Taifun“ geführt. Da jedoch ein Taifun vor allem mit Zerstörung in Zusammenhang gebracht wird, entschied man sich zugunsten von „Corrado“ um. Die Bezeichnung Corrado stammt vom spanischen Wort correr (deutsch „laufen“).
Bei der Präsentation des Corrado im Oktober 1988 waren die Besonderheiten der Heckflügel, der beim europäischen Modell ab 120 km/h (75 km/h beim US-Modell) automatisch aus- und ab 20 km/h wieder einfährt (in ähnlicher Form wenige Monate später auch am Porsche 911 (Typ 964) zu finden), der den Auftrieb an der Hinterachse um bis zu 64 % reduzieren soll, sowie der G-Lader, mit dem als einziges Modell der Corrado G60 versehen war, und die für damalige Verhältnisse umfangreiche Serienausstattung: ABS, Servolenkung, höhenverstellbare Sportsitze, Nebelscheinwerfer, grüne Color-Wärmeschutzverglasung und (in Wagenfarbe lackierte) elektrisch einstellbare und beheizte Außenspiegel.
Insgesamt war der Corrado in seinen knapp sieben Jahren Bauzeit ein technisches Gemisch aus Golf II sowie III und Passat B3 bzw. B4. Im Juni 1995 lief seine Produktion aus.

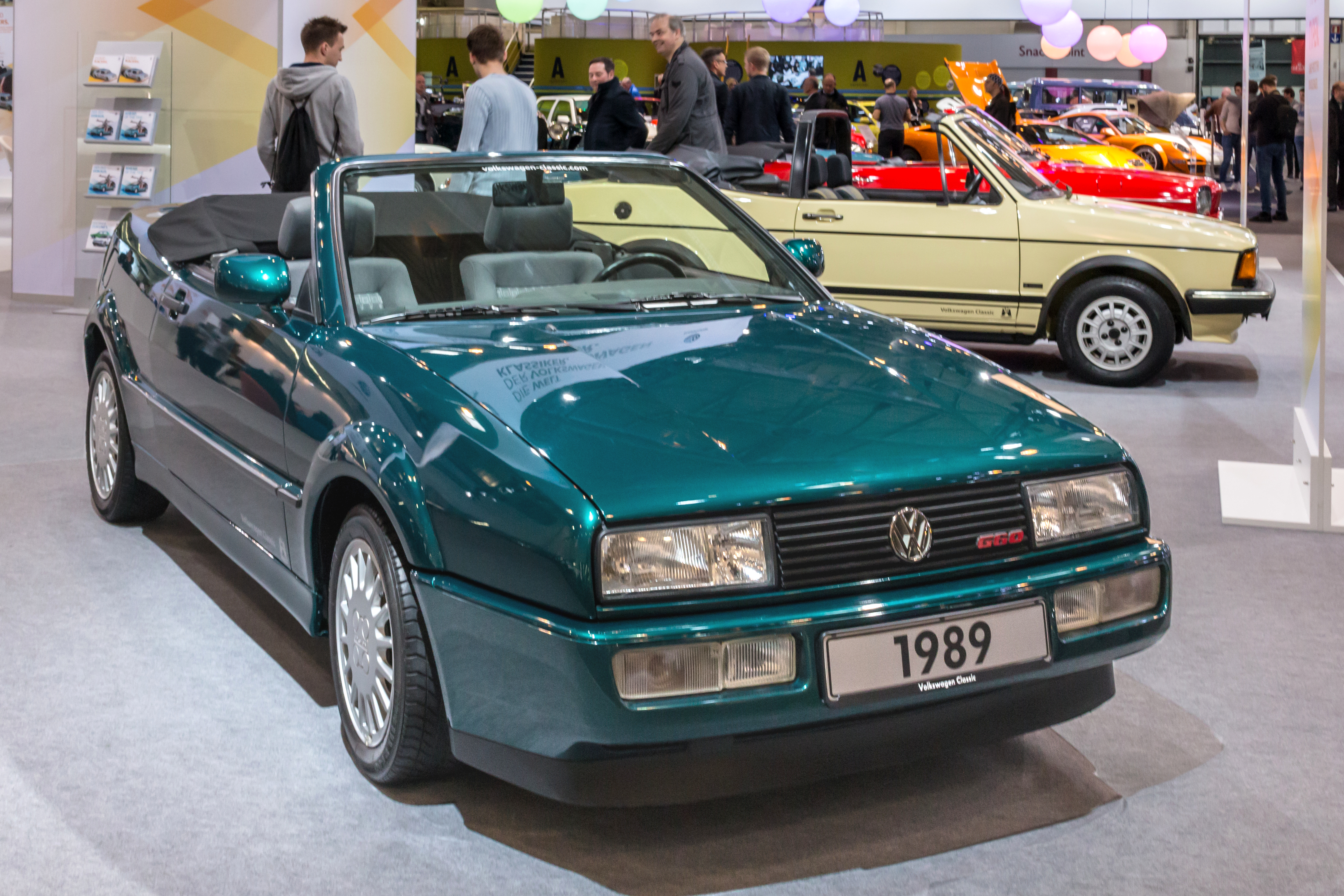
Studie einer Cabrio-Version des Corrado

### Modellpflege
Nach den Werksferien im August 1991 wurden in Deutschland Modelle mit 16V- und VR6-Aggregat vorgestellt. Dabei wurden einige Änderungen vorgenommen:
Für den Einbau des größeren VR6-Motors war eine Neukonstruktion des vorderen Querträgers und eine Änderung der Motorhaube notwendig. Ergänzt wurde die Maßnahme durch breitere vordere Kotflügel, breitere Frontschürze mit modernerem Kühlergrill, leicht abgeänderte Heckstoßstange, neue Nebelscheinwerfer- und Frontblinkereinheit, sowie neue Scheinwerfer.
Weitere Merkmale dieses Facelifts:
- der Tank wurde von 55 l auf 70 l vergrößert
- der Kofferraum wurde dadurch von 300 l auf 235 l verkleinert
- neue Farbvarianten bei den Stoffausstattungen
- EDS bei VR6 Motorisierung Serie

Nach den Werksferien im August 1992 bekam der Corrado ein neu gestaltetes Interieur.
Die Änderungen umfassten unter anderem:
- Mittelkonsole neu gestaltet
- Fensterheberschalter direkt auf den Türtaschen oberhalb der Lautsprecher, anstatt innerhalb der Türverkleidung
- Türverkleidung überarbeitet
- Spiegelverstellschalter im neu geformten Türzuziehgriff anstatt in der Mitte der Türverkleidung
- Lüftung (Dreh- statt Schieberegler)
- Kippschalter durch Druckschalter ersetzt
- Luftaustrittsdüsen im Armaturenbrett rundlicher und erhabener
- Anzeigeinstrumente mit neuer Schriftart, roten Zeigern sowie prägnantem „Corrado“-Schriftzug im Drehzahlmesser
- Nur noch bei VR6-Modellen eine geteilte Rücksitzbank als Serienausstattung

Mit der Präsentation des 2.0 8V im April 1993 wurde der G60 und nur ein Jahr später, im Juli 1994, der 16V aus dem Programm genommen.
Ab August 1994 gab es den Corrado auch auf Wunsch mit Airbags für Fahrer und Beifahrerseite. Hierbei entfiel das Handschuhfach.

## Modellvarianten
Corrado:
Corrado, Sondermodelle:
- E 4 D Leder

Gebaut: Von 1990 bis 1991 in 1846 Exemplaren.
- E 3 V Flockdiagonale (Teilleder)

Gebaut: Von 1990 bis 1991 in 1734 Exemplaren.
- E 4 E Flockdiagonale (Vollstoff)

Gebaut: Von 1990 bis 1991 in 676 Exemplaren.
- E 3 Q Jet

Gebaut: Von 1991 bis 1992 in 1419 Exemplaren.
- E 0 L Exclusiv 93

Gebaut: Von 1992 bis 1993 in 1338 Exemplaren.
- E 8 R Edition

Gebaut: 1995 in 505 Exemplaren.
Alle Angaben basieren auf dem Karmann-Museum (Scirocco Zeitung 04/1997).

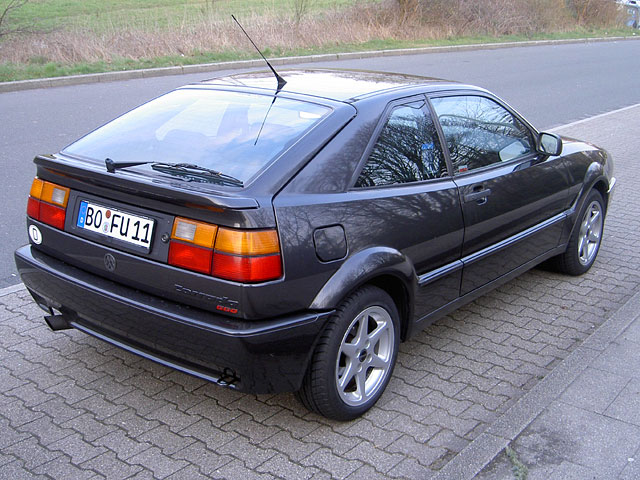
Corrado G60 (1988–1993)
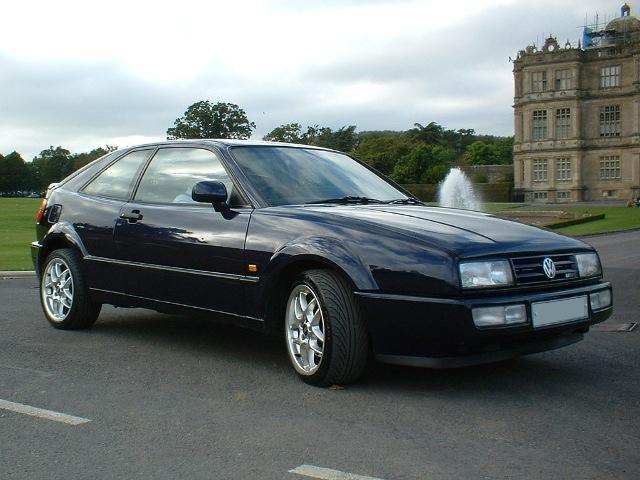
Corrado VR6 „Storm“
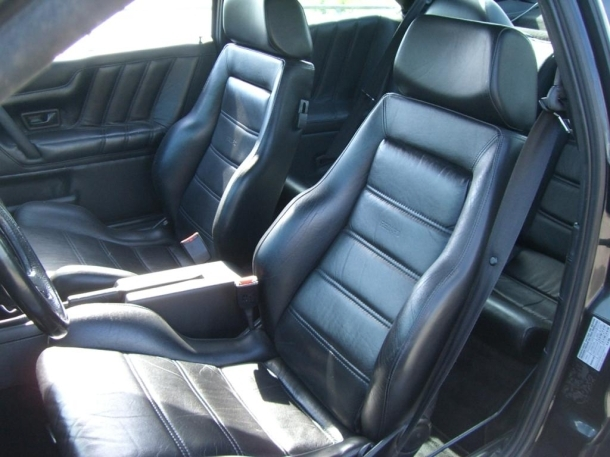
Vollleder-Recaro-Sitze im Corrado VR6
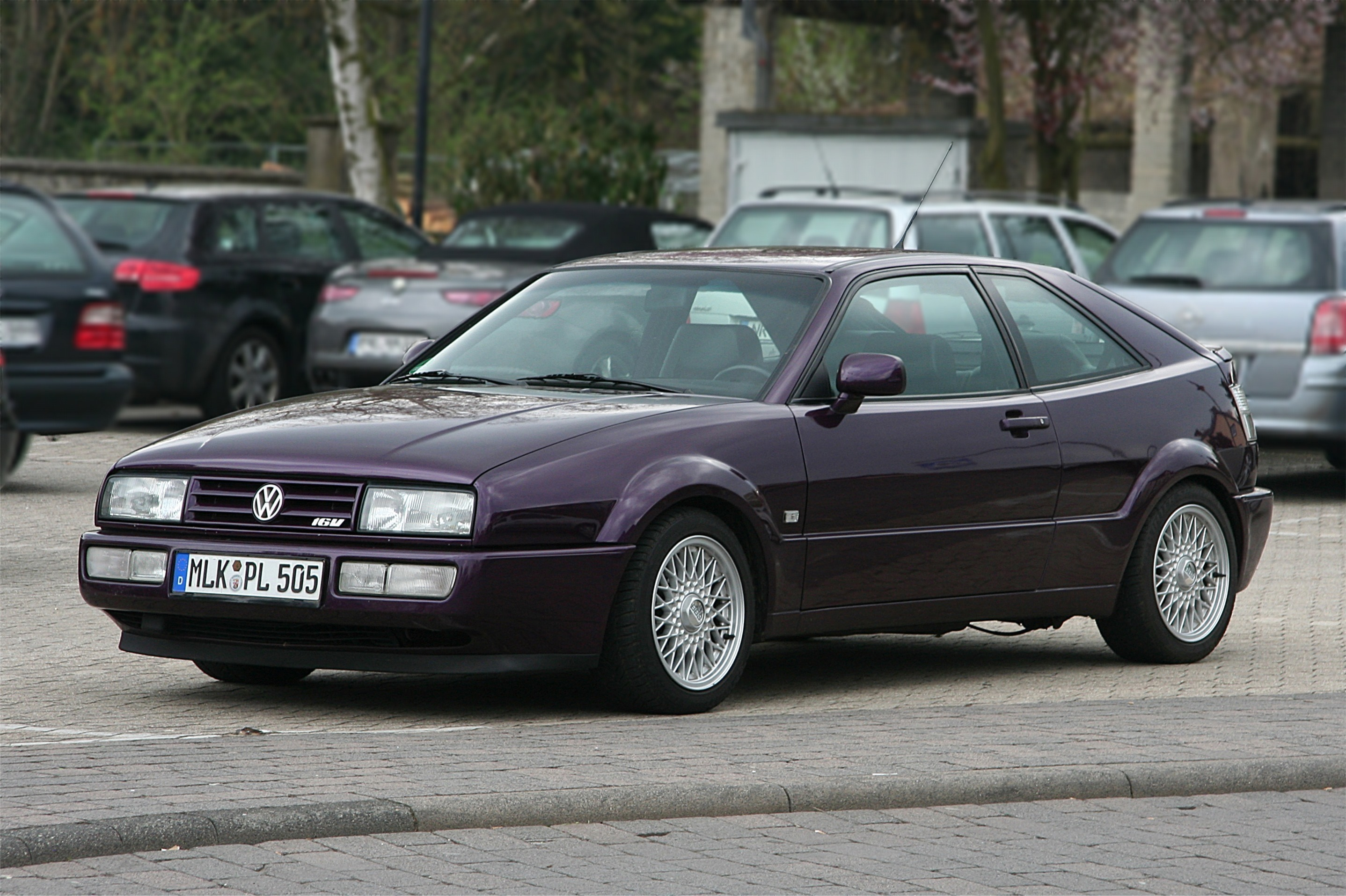
Corrado 16V mit BBS-Rädern

## Technik

### Motoren
| Modell  | Kenn- buchstaben | Zylinder / Ventile | Hubraum  | Leistung                     | Drehmoment          | Bemerkung                     | Bauzeit         |
| ------- | ---------------- | ------------------ | -------- | ---------------------------- | ------------------- | ----------------------------- | --------------- |
| 1.8     | PF               | 4 / 8              | 1781 cm³ | 079 kW (107 PS) bei 5400/min | 154 Nm bei 3800/min | Ausschließlich für den Export |                 |
| 1.8     | PB               | 4 / 8              | 1781 cm³ | 082 kW (112 PS) bei 5400/min | 159 Nm bei 4000/min | Ausschließlich für den Export |                 |
| 1.8 16V | PL               | 4 / 16             | 1781 cm³ | 095 kW (129 PS) bei 6300/min | 168 Nm bei 4800/min | Ausschließlich für den Export |                 |
| 1.8 16V | KR               | 4 / 16             | 1781 cm³ | 102 kW (139 PS) bei 6300/min | 168 Nm bei 4800/min |                               | 04/1989–07/1992 |
| 1.8 G60 | PG               | 4 / 8              | 1781 cm³ | 118 kW (160 PS) bei 5600/min | 225 Nm bei 3800/min |                               | 10/1988–07/1993 |
| 2.0     | 2E / ADY         | 4 / 8              | 1984 cm³ | 085 kW (115 PS) bei 5400/min | 166 Nm bei 3200/min | Nicht für Österreich          | 04/1993–07/1995 |
| 2.0 16V | 9A               | 4 / 16             | 1984 cm³ | 100 kW (136 PS) bei 5800/min | 180 Nm bei 4400/min |                               | 08/1991–07/1994 |
| 2.8 VR6 | AAA              | 6 / 12             | 2792 cm³ | 128 kW (174 PS) bei 5800/min | 235 Nm bei 4200/min | Ausschließlich für den Export |                 |
| 2.9 VR6 | ABV              | 6 / 12             | 2861 cm³ | 140 kW (190 PS) bei 5800/min | 245 Nm bei 4200/min |                               | 08/1991–06/1995 |

### Technische Daten
| VW Corrado                      | 2.0 (1993/95)                                                            | 2.0 16V (1991/95)                                                       | 1.8 G60 (1988/93)                                                | 2.9 VR6 (1991/95)                                                      |
| ------------------------------- | ------------------------------------------------------------------------ | ----------------------------------------------------------------------- | ---------------------------------------------------------------- | ---------------------------------------------------------------------- |
| Motor                           | 4-Zylinder-Reihenmotor (Viertakt)                                        | 4-Zylinder-Reihenmotor (Viertakt)                                       | 4-Zylinder-Reihenmotor (Viertakt)                                | 6-Zylinder-VR-Motor (Viertakt; Zylinderwinkel 15°)                     |
| Hubraum                         | 1984 cm³                                                                 | 1984 cm³                                                                | 1781 cm³                                                         | 2861 cm³                                                               |
| Bohrung × Hub                   | 82,5 × 92,8 mm                                                           | 82,5 × 92,8 mm                                                          | 81 × 86,4 mm                                                     | 82 × 90,3 mm                                                           |
| Leistung bei 1/min              | 85 kW (115 PS) bei 5400                                                  | 100 kW (136 PS) bei 5800                                                | 118 kW (160 PS) bei 5600                                         | 140 kW (190 PS) bei 5800                                               |
| Max. Drehmoment bei 1/min       | 166 Nm bei 3200                                                          | 180 Nm bei 4400                                                         | 225 Nm bei 3800                                                  | 245 Nm bei 4200                                                        |
| Gemischaufbereitung             | Elektronisch geregelte Mehrpunkt-Saugrohreinspritzung (Digifant / Simos) | Mechanisch geregelte Mehrpunkt-Saugrohreinspritzung (Bosch KE-Motronic) | Elektronisch geregelte Mehrpunkt-Saugrohreinspritzung (Digifant) | Elektronisch geregelte Mehrpunkt-Saugrohreinspritzung (Bosch Motronic) |
| Ventilsteuerung                 | OHC, Zahnriemen                                                          | DOHC, Zahnriemen                                                        | OHC, Zahnriemen                                                  | DOHC, Kette                                                            |
| Kühlung                         | Wasserkühlung                                                            | Wasserkühlung                                                           | Wasserkühlung                                                    | Wasserkühlung                                                          |
| Antrieb                         | Frontantrieb                                                             | Frontantrieb                                                            | Frontantrieb                                                     | Frontantrieb                                                           |
| Getriebe                        | 5-Gang-Getriebe a.W. ab 1991 Viergang-Automatik                          | 5-Gang-Getriebe a.W. ab 1991 Viergang-Automatik                         | 5-Gang-Getriebe a.W. ab 1991 Viergang-Automatik                  | 5-Gang-Getriebe a.W. ab 1991 Viergang-Automatik                        |
| Radaufhängung vorn              | MacPherson-Federbeine, Dreieckslenker                                    | MacPherson-Federbeine, Dreieckslenker                                   | MacPherson-Federbeine, Dreieckslenker                            | MacPherson-Federbeine, Dreieckslenker                                  |
| Radaufhängung hinten            | Verbundlenkerachse, Schraubenfedern                                      | Verbundlenkerachse, Schraubenfedern                                     | Verbundlenkerachse, Schraubenfedern                              | Verbundlenkerachse, Schraubenfedern                                    |
| Bremsen                         | Scheibenbremsen rundum (Ø vorne 256, hinten 226 mm), ABS                 | Scheibenbremsen rundum (Ø vorne 256, hinten 226 mm), ABS                | Scheibenbremsen rundum (Ø vorne 280, hinten 226 mm), ABS         | Scheibenbremsen rundum (Ø vorne 280, hinten 226 mm), ABS               |
| Lenkung                         | Zahnstangenlenkung                                                       | Zahnstangenlenkung                                                      | Zahnstangenlenkung                                               | Zahnstangenlenkung                                                     |
| Karosserie                      | Stahlblech, selbsttragend                                                | Stahlblech, selbsttragend                                               | Stahlblech, selbsttragend                                        | Stahlblech, selbsttragend                                              |
| Spurweite vorn/hinten           | 1435/1430 mm                                                             | 1435/1430 mm                                                            | 1427/1422 mm                                                     | 1427/1422 mm                                                           |
| Radstand                        | 2470 mm                                                                  | 2470 mm                                                                 | 2470 mm                                                          | 2470 mm                                                                |
| Länge                           | 4050 mm                                                                  | 4050 mm                                                                 | 4050 mm                                                          | 4050 mm                                                                |
| Leergewicht                     | 1135 kg                                                                  | 1175 kg                                                                 | 1155 kg                                                          | 1210 kg                                                                |
| Höchstgeschwindigkeit           | 196–200 km/h                                                             | 208–210 km/h                                                            | 222–225 km/h                                                     | 232–235 km/h                                                           |
| 0–100 km/h                      | 10,6–11,5 s                                                              | 9,3–9,9 s                                                               | 8,5–9,1 s                                                        | 6,9–7,7 s                                                              |
| Verbrauch (Liter/100 Kilometer) | 8,6–9,2 S                                                                | 8,6–9,2 S                                                               | 9,1–9,5 S                                                        | 9,6–10,5 S                                                             |

## Statistik

### Produktionszahlen
- Vom Corrado wurden 97.535 Fahrzeuge in acht Jahren gefertigt
- Im Oktober 1988 verließ der erste Corrado das Fließband bei Karmann in Osnabrück
- Am 16. Juni 1995 wurde die Produktion eingestellt.

## Produktionszahlen Corrado
Gesamtproduktion 97.535 Fahrzeuge von 1987 bis 1995
| Jahr | 1987 | 1988  | 1989   | 1990   | 1991   | 1992   | 1993  | 1994  | 1995  | Summe  |
| ---- | ---- | ----- | ------ | ------ | ------ | ------ | ----- | ----- | ----- | ------ |
|      | 70   | 3.206 | 24.389 | 21.893 | 17.058 | 16.085 | 8.623 | 3.787 | 2.424 | 97.535 |

### Auslieferung nach Regionen
- Inland:  44.025
- Europa:  29.030
- USA:     19.814
- Kanada:   2.817
- andere:   1.835

### Auswirkung der Umweltprämie
Nach dem Abschlussbericht des Bundesamtes für Wirtschaft und Ausfuhrkontrolle wurden 364 VW Corrado zugunsten der Umweltprämie zwischen dem 27. Januar 2009 und dem 31. Juli 2010 verschrottet.